# Fábula togata
La fábula togata es un tipo de comedia clásica romana. 
En contraposición a la fábula paliata, que partía de la traducción y adaptación de una comedia nueva griega, la 'togata' tenía origen romano porque usaba personajes, lugares y costumbres romanas, y su nombre se debe, en paralelismo a lo que ocurre con la paliata (de pallium, una vestidura típicamente griega), a la toga, una prenda de vestir propia de los romanos. 
A pesar de que en su tiempo gozó de popularidad con autores como su creador, Titinio, y sobre todo con Afranio, el más fértil, que floreció en la segunda mitad del siglo II a. C., y Quincio Atta, no es considerada a la altura literaria de la fábula paliata, ya que lo que a día de hoy conocemos de este género no se debe a los textos en sí, que no se han conservado, sino a la información que nos han legado los gramáticos latinos. 
Se estima el máximo cultivo o apogeo de la fábula togata se dio entre el 218  y el año 77 a. C.